# آنان که محیط فضل و آداب شدند
رباعی با مطلعِ «آنان که محیط فضل و آداب شدند» از رباعی‌های معروف خیام است. خیام در این رباعی بر ناشناختنی بودن جهان تأکید می‌کند.
او جدل‌های بیهوده و سهل‌انگارانهٔ رهبران فکری گروه‌های مختلف جامعه را افسانه می‌داند و خواب بی‌خبری آنها را به تمسخر می‌گیرد.

## متن
آنان که محیط فضل و آداب شدند
در جمع کمال شمع اصحاب شدند
ره زین شب تاریک نبردند برون
گفتند فسانه‌ای و در خواب شدند

## بازآفرینی
احمد شاملو این رباعی را در آلبوم رباعیات خیام دکلمه کرده‌است.